# 明和町 (三重縣)
明和町（日语：／ Meiwa chō */?）是位於三重縣中部的行政區劃。
轄區介為松阪市和伊勢市之間，除南部和玉城町之間的丘陵地外，其餘區域皆為平原，北側臨伊勢灣。

## 人口
| 明和町人口分布圖 |                                               |  |
| 明和町與日本全國年齡別人口分布比較圖 （2005年資料） | 明和町的年齡、男女別人口分布圖 （2005年資料） |  |
| ■紫色是明和町 ■綠色是全国 | ■藍色是男性 ■紅色是女性                       |  |
| 明和町人口變化 \| 1970年 \| 17,223人 \| \| \| 1975年 \| 18,296人 \| \| \| 1980年 \| 19,504人 \| \| \| 1985年 \| 20,724人 \| \| \| 1990年 \| 21,484人 \| \| \| 1995年 \| 21,853人 \| \| \| 2000年 \| 22,300人 \| \| \| 2005年 \| 22,618人 \| \| \| 2010年 \| 22,833人 \| \| \| 2015年 \| 22,586人 \| \| \| 2020年 \| 22,445人 \| \| |                                               |  |
| 資料來源：日本總務省統計中心提供之人口普查數據 |                                               |  |
| 1970年 | 17,223人                                      |  |
| 1975年 | 18,296人                                      |  |
| 1980年 | 19,504人                                      |  |
| 1985年 | 20,724人                                      |  |
| 1990年 | 21,484人                                      |  |
| 1995年 | 21,853人                                      |  |
| 2000年 | 22,300人                                      |  |
| 2005年 | 22,618人                                      |  |
| 2010年 | 22,833人                                      |  |
| 2015年 | 22,586人                                      |  |
| 2020年 | 22,445人                                      |  |

## 歷史
過去在令制國時代屬於伊勢國，在8世紀後成為伊勢神宮的領地，其齋宮亦設於此地；14世紀後北畠氏在伊勢國崛起後為北畠氏所支配。
現在的明和町範圍在江戶時代後分屬津藩、吹上藩、一宮藩、鳥羽藩、紀州藩、伊勢神宮領；19世紀末明治維新後這些區域又曾先後隸屬度會縣、和歌山縣、津縣、吹上縣和鳥羽縣，直到1872年的第一次府縣整併後，才全數被劃入度會縣，1876年第二次府縣整併後再被併入三重縣。
1889年日本實施町村制，現在的明和町轄區在當時分屬下御糸村、大淀村、上御糸村、明星村、齋宮村共五個行政區劃；1955年位於東北部的大淀町、上御糸村、下御糸村合併為三和町，位於西南部的齋宮村、明星村合併為齋明村，不過僅三年後的1958年，三和町、齋明村再度整併，合併後最初決定名為神鄉町，但在合併生效當天又立刻自原本的三和町、齋明村各取一個字組合，更名為明和町。

### 變遷表
| 1889年4月1日 | 1889年 - 1912年 | 1912年 - 1944年            | 1945年 - 1954年            | 1955年 - 1989年            | 1955年 - 1989年                              | 1989年 - 現在                                | 現在                                         |
| ------------ | --------------- | -------------------------- | -------------------------- | -------------------------- | -------------------------------------------- | -------------------------------------------- | -------------------------------------------- |
| 下御糸村     | 下御糸村        | 下御糸村                   | 下御糸村                   | 1955年4月1日 合併為三和町  | 1958年9月3日 合併為神鄉町 同日又更名為明和町 | 1958年9月3日 合併為神鄉町 同日又更名為明和町 | 1958年9月3日 合併為神鄉町 同日又更名為明和町 |
| 大淀村       | 大淀村          | 1924年2月11日 改制為大淀町 | 1924年2月11日 改制為大淀町 | 1955年4月1日 合併為三和町  | 1958年9月3日 合併為神鄉町 同日又更名為明和町 | 1958年9月3日 合併為神鄉町 同日又更名為明和町 | 1958年9月3日 合併為神鄉町 同日又更名為明和町 |
| 上御糸村     |                 |                            |                            | 1955年4月1日 合併為三和町  | 1958年9月3日 合併為神鄉町 同日又更名為明和町 | 1958年9月3日 合併為神鄉町 同日又更名為明和町 | 1958年9月3日 合併為神鄉町 同日又更名為明和町 |
| 明星村       | 明星村          | 明星村                     | 明星村                     | 1955年4月15日 合併為齋明村 | 1958年9月3日 合併為神鄉町 同日又更名為明和町 | 1958年9月3日 合併為神鄉町 同日又更名為明和町 | 1958年9月3日 合併為神鄉町 同日又更名為明和町 |
| 齋宮村       |                 |                            |                            | 1955年4月15日 合併為齋明村 | 1958年9月3日 合併為神鄉町 同日又更名為明和町 | 1958年9月3日 合併為神鄉町 同日又更名為明和町 | 1958年9月3日 合併為神鄉町 同日又更名為明和町 |

## 交通
鐵路近畿日本鐵道山田線通過轄區南部，同時公路三重縣道37號鳥羽松阪線也與鐵路山田線大致相同的路線通過；北部區域則有國道23號。
客運路線則由三重交通經營，町公所也有提供社區巴士明和町町民巴士，同時伊勢市的伊勢市社區巴士也有路線進入北部的大淀地區。

### 鐵路
- 近畿日本鐵道
  - 山田線：（松阪市） - 齋宮車站 - 明星車站（日语：明星駅） - （伊勢市）

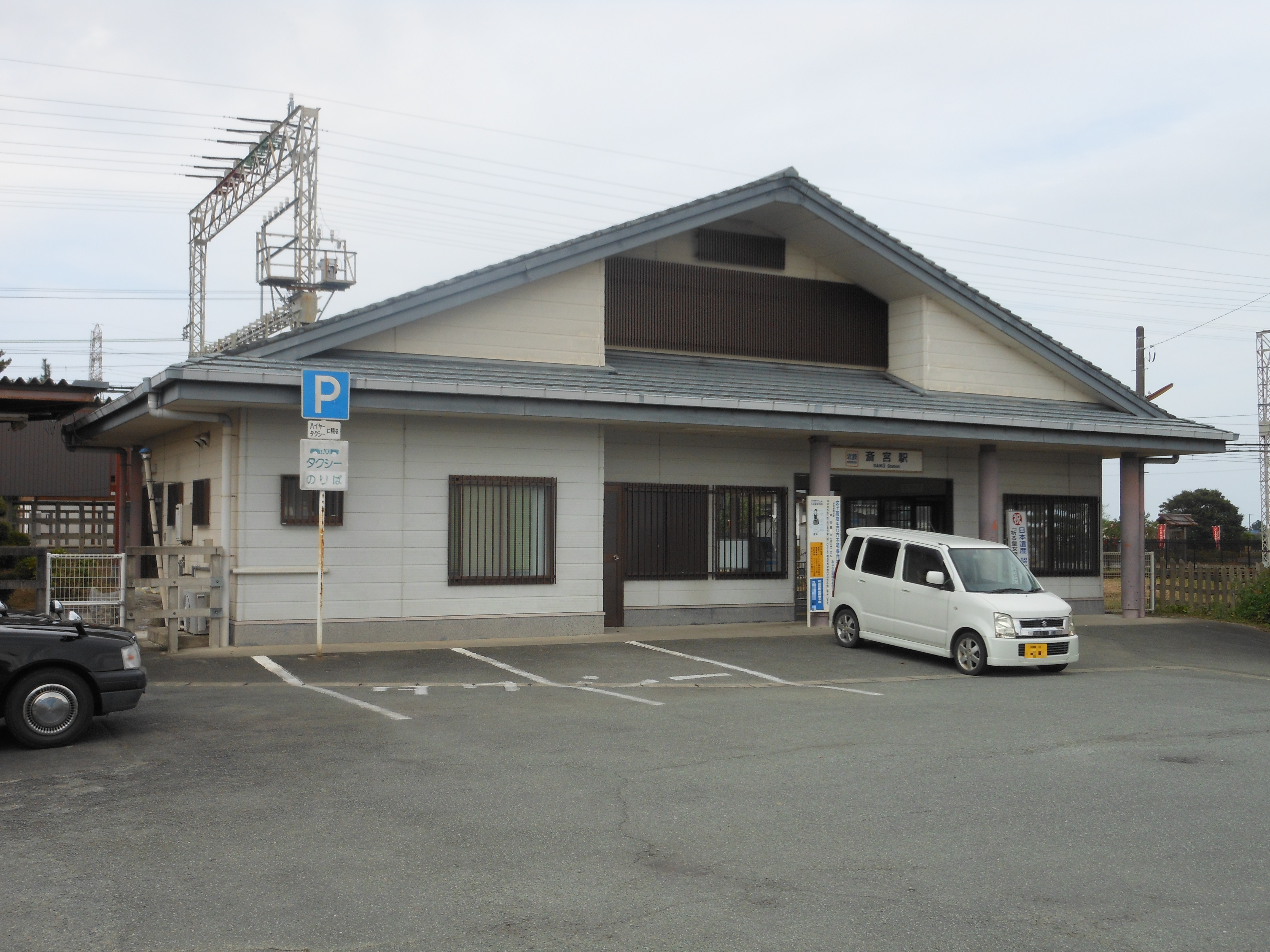
齋宮車站
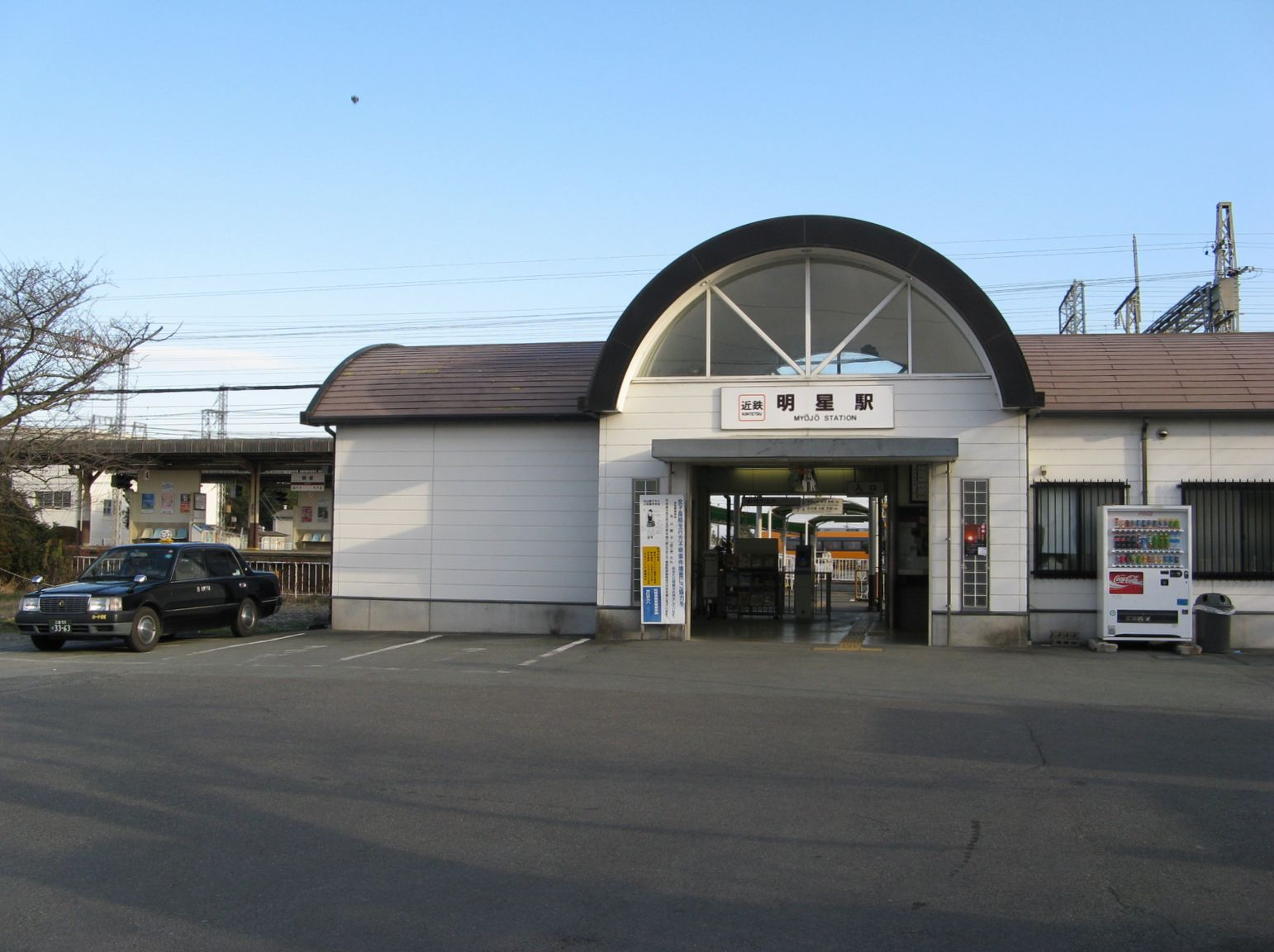
明星車站

## 觀光資源
町內的齋宮遺跡為過去在7世紀至14世紀期間，代表天皇在伊勢神宮和賀茂神社出任巫女的齋王住所，現已被列為國家史跡，在考古過程挖掘出的物品縣也收藏在當地的齋宮歴史博物館內。2015年齋宮遺跡相關被列入日本遺產，目前每年六月上旬齋宮歷史博物館為中心舉辦「齋王祭」。

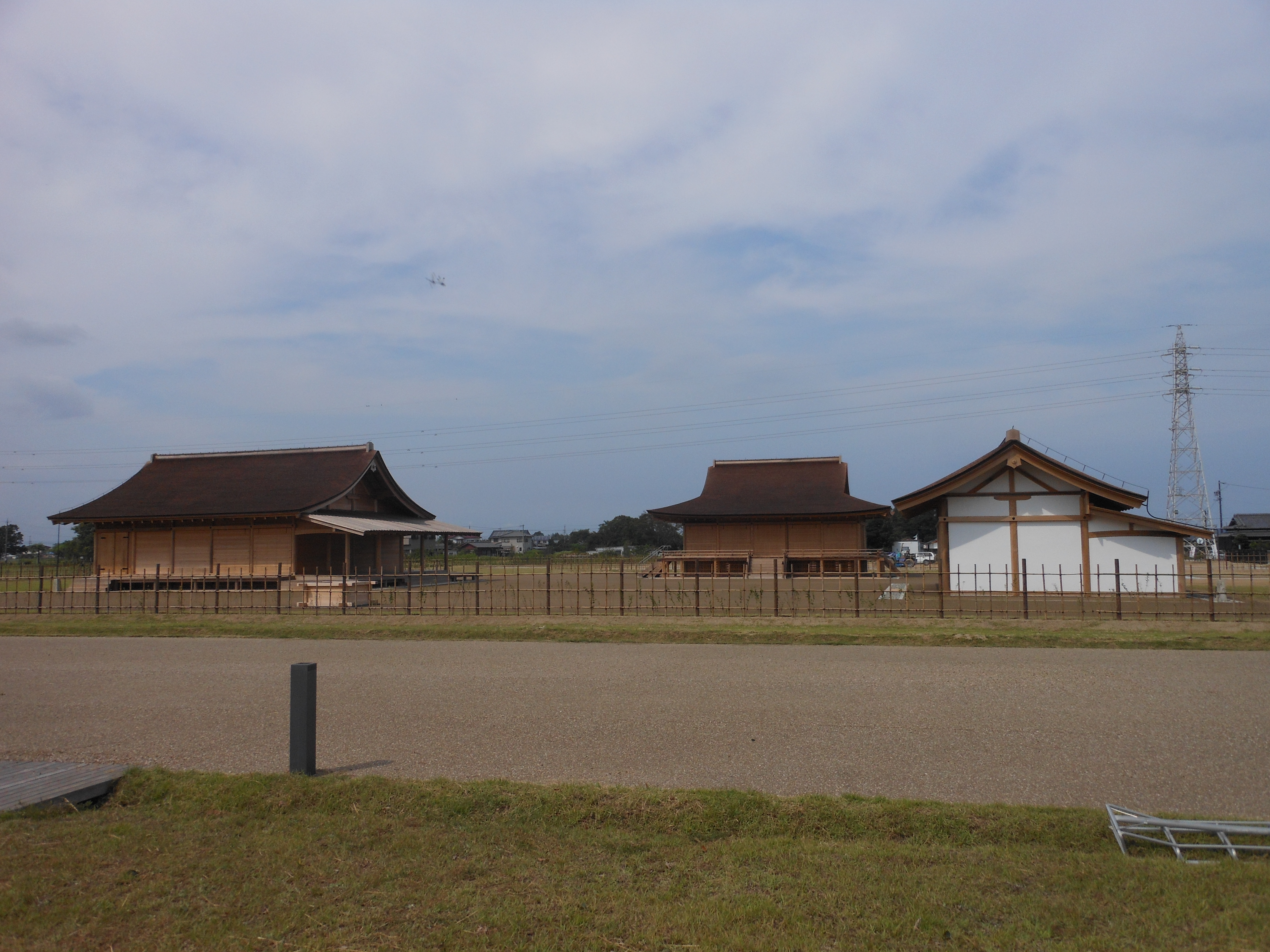
於齋宮遺址重建的還原建築
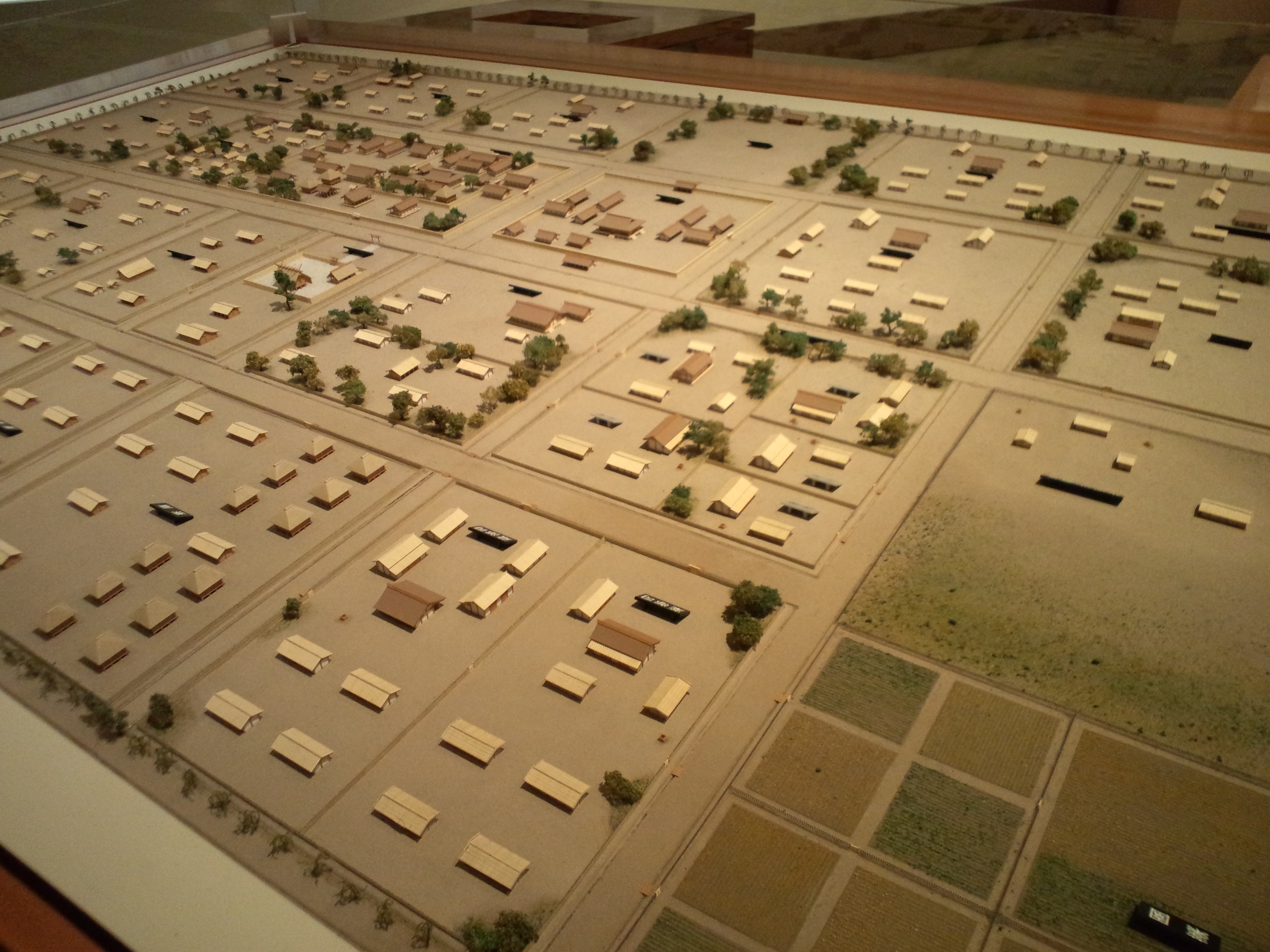
齋宮歷史博物館內的齋宮模型

## 外部連結
- （日語） 明和町觀光網站 （页面存档备份，存于）
- （日語） 明和町觀光協會 （页面存档备份，存于）
- （日語） 明和町觀光情報的Facebook專頁